# Auguste I Blanchard
Pour les articles homonymes, voir Blanchard.
François Thomas Blanchard, dit Auguste I Blanchard, né en 1766 à Paris et mort à Luzarches le 8 juin 1842, est un graveur français.

## Biographie
Graveur en taille-douce, il demeure au 1 bis, rue de l'Ouest, puis au 30, rue Jacob à Paris.
Père de Jean-Baptiste Marie Auguste Blanchard, il est le premier de trois générations de graveurs.
Il a notamment gravé des figures de Louis Binet.

## Œuvres
- (non datée) Napoléon au Col du Simplon, dessin : aquarelle et gouache, 50 × 70 cm (vente Sotheby's Zürich, Suisse 9 juin 1999).
- 1821, Henri IV roi de France et de Navarre, estampe : eau-forte, 9,6 × 8,5 cm ; dim au trait carré, diam : 6,8 cm (propriété du musée national du Château de Pau n°inv:P;1723).
- 1821, Histoire du Roi Henri le Grand, portrait en buste de Henri IV dans un médaillon d'après Frans II Pourbus, dédié à S.A.R le Prince Henri Duc de Bordeaux à Paris chez Paul Gervais 1821.

## Conservation
- Musée national du château de Pau, Pyrénées-Atlantiques (estampe, portrait de Henri IV).